# NEC Blue Rockets
NEC Blue Rockets est un club japonais de volley-ball, fondé en 1938 et basé à Fuchū. Le propriétaire du club est la NEC Corporation.

## Palmarès
- Championnat du Japon (V Première Ligue)
  - Vainqueur (4) : 1991-1992 1993-1994 1995-1996 1998-1999
  - Finaliste (4) : 1989-1990 1992-1993 1997-1998 2004-2005
- Tournoi de Kurowashiki (All Japan Volleyball Championship)
  - Vainqueur (7) : 1992 1994 1996 1997 1999 2003 2007
  - Finaliste (1) : 2005

## Anciens joueurs
- Hideyuki Otake
- Minoru Takeuchi
- Daisuke Usami
- Koichi Nishimura
- Anderson Rodrigues
- Noureddine Hfaiedh
- Daniele Desiderio